# Avy
 Avy  es una población y comuna francesa, en la región de Poitou-Charentes, departamento de Charente Marítimo, en el distrito de Saintes y cantón de Pons.

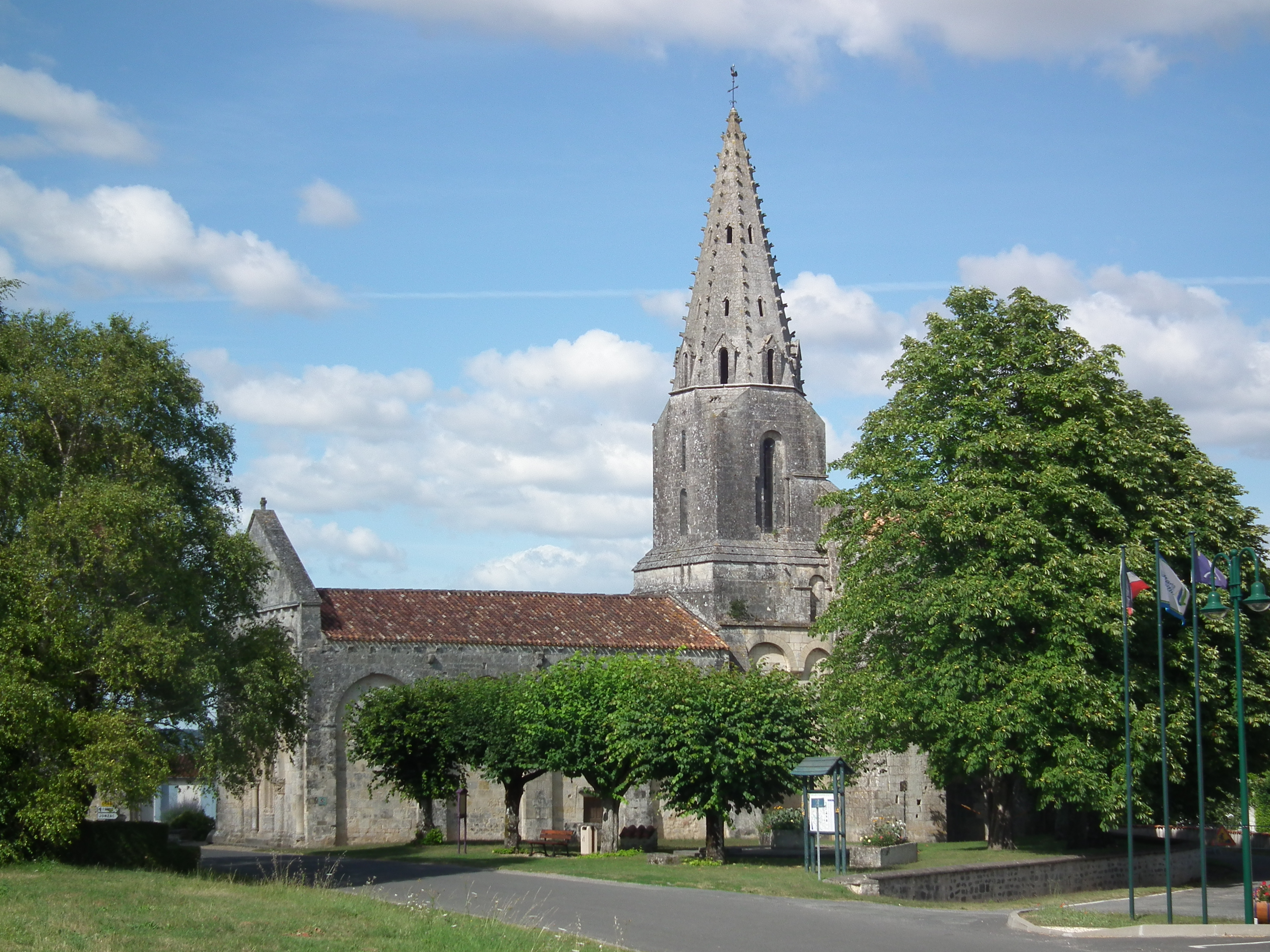
Iglesia.

## Demografía
| 330 | 361 | 400 | 399 | 457 | 482 |
| Para los censos de 1962 a 1999 la población legal corresponde a la población sin duplicidades (Fuente: INSEE [Consultar]) |     |     |     |     |     |